# ジム・ジェンタイル
ジェームズ・エドワード・ジェンタイル（James Edward "Jim" Gentile、1934年6月3日 - ）は、アメリカ合衆国カリフォルニア州サンフランシスコ出身の元プロ野球選手（内野手）。
近鉄バファローズでの登録名は、愛称の「ジム」とファミリーネームの「ジェンタイル」をつなげたジムタイル。

## 来歴・人物
1952年にブルックリン・ドジャースと契約。1956年11月には日米野球にドジャースの一員として来日し、当時2A所属ながらチーム最多の8本塁打を放つなど活躍した。1957年9月10日にメジャーデビュー。1960年にボルチモア・オリオールズに移籍し、レギュラーを獲得。1961年にはこの年ベーブ・ルースの記録を抜くシーズン61本塁打を記録したロジャー・マリスと激しく打点王を争い、最終的には同じ141打点で打点王のタイトルを分け合った。
その後はカンザスシティ・アスレチックス、ヒューストン・アストロズ、クリーブランド・インディアンスを経るも、徐々に出場機会が減少。1967年は、フィラデルフィア・フィリーズ傘下の3Aで.236、13HR、1968年年も同傘下3Aで.185、8HRに終わるなど、年々衰えが顕著になっていた。
1969年に近鉄バファローズ入り。当時万年最下位だった近鉄にとっては待望の大砲であった。しかし、長いプロ生活と太りすぎの影響から両足はすでに末期的な状況で、開幕戦でいきなり膝を怪我するなど故障と登録抹消を繰り返し、結局スタメン出場は12試合にとどまって1年で解雇された。

### 本塁打を打って代走
ジムタイルは両足に爆弾を抱えて近鉄入りしたが、1969年シーズンは開幕戦でいきなり故障。その後は代打での出場がほとんどになったが、まともに走れる状態ではなかったため、本塁打を打った場合を除き、塁に出た時点で即代走が送られることになった。当時のパシフィック・リーグにはまだ指名打者制がなかったため、先発出場をする際は守備範囲の狭い一塁手に限定された。
5月に一度登録抹消されたあと復帰し、5月18日の対阪急ブレーブス戦（阪急西宮球場）で復帰後初スタメンとなったジムタイルは、2回表に阪急先発の足立光宏から先制のソロホームランを打ったが、一塁に向かう途中で左足に肉離れを起こし倒れてしまった。本塁まで走ることが不可能と判断した審判団は代走の起用を認めた。本塁打を打った打者に代走が送られるのはプロ野球史上初であった。なお、本塁打と打点はジムタイルに、得点は代走の伊勢孝夫に記録されている。
伊勢は本塁を踏む際、阪急の捕手・岡村浩二から「ホームランを打った気分はどうだい?」と冷やかされ、恥ずかしかったというが、試合はそのまま一塁に入った伊勢が、同点の8回表に米田哲也から決勝本塁打を打ち、今度は正真正銘の自分の本塁打で本塁を踏んだ。
その後ジムタイルは6月に復帰したが、一塁手としての先発出場は前述の伊勢と小川亨のいずれかが大半となり、上記の起用法によりシーズンを通して自分の本塁打以外での得点が一度もなく、日本での通算記録は「本塁打8・得点7」と本塁打よりも得点の方が少なくなった。この「本塁打数よりも得点数が少ない」という記録は、本塁打を打った際に代走が送られるという稀な出来事がない限り起こらない記録で（そもそも本塁打を打って代走を送られた例がほかに彦野利勝しかいない）、ジムタイルの例が日本プロ野球で唯一である(2024年シーズン終了時点)。

## 詳細情報

### 年度別打撃成績
| 年 度    | 球 団    | 試 合 | 打 席 | 打 数 | 得 点 | 安 打 | 二 塁 打 | 三 塁 打 | 本 塁 打 | 塁 打 | 打 点 | 盗 塁 | 盗 塁 死 | 犠 打 | 犠 飛 | 四 球 | 敬 遠 | 死 球 | 三 振 | 併 殺 打 | 打 率 | 出 塁 率 | 長 打 率 | O P S |
| -------- | -------- | ----- | ----- | ----- | ----- | ----- | -------- | -------- | -------- | ----- | ----- | ----- | -------- | ----- | ----- | ----- | ----- | ----- | ----- | -------- | ----- | -------- | -------- | ----- |
| 1957     | BRO LAD  | 4     | 7     | 6     | 1     | 1     | 0        | 0        | 1        | 4     | 1     | 0     | 0        | 0     | 0     | 1     | 0     | 0     | 1     | 0        | .167  | .286     | .667     | .952  |
| 1958     | BRO LAD  | 12    | 34    | 30    | 0     | 4     | 1        | 0        | 0        | 5     | 4     | 0     | 0        | 0     | 0     | 4     | 1     | 0     | 6     | 1        | .133  | .235     | .167     | .402  |
| 1960     | BAL      | 138   | 464   | 384   | 67    | 112   | 17       | 0        | 21       | 192   | 98    | 0     | 0        | 0     | 5     | 68    | 5     | 7     | 72    | 8        | .292  | .403     | .500     | .903  |
| 1961     | BAL      | 148   | 601   | 486   | 96    | 147   | 25       | 2        | 46       | 314   | 141   | 1     | 1        | 0     | 8     | 96    | 5     | 11    | 106   | 12       | .302  | .423     | .646     | 1.069 |
| 1962     | BAL      | 152   | 639   | 545   | 80    | 137   | 21       | 1        | 33       | 259   | 87    | 1     | 0        | 0     | 10    | 77    | 16    | 7     | 100   | 13       | .251  | .346     | .475     | .821  |
| 1963     | BAL      | 145   | 582   | 496   | 65    | 123   | 16       | 1        | 24       | 213   | 72    | 1     | 0        | 1     | 3     | 76    | 9     | 6     | 101   | 14       | .248  | .353     | .429     | .782  |
| 1964     | KCA      | 136   | 533   | 439   | 71    | 110   | 10       | 0        | 28       | 204   | 71    | 0     | 0        | 1     | 5     | 84    | 6     | 4     | 122   | 9        | .251  | .372     | .465     | .837  |
| 1965     | KCA      | 38    | 128   | 118   | 14    | 29    | 5        | 0        | 10       | 64    | 22    | 0     | 0        | 0     | 0     | 9     | 1     | 1     | 26    | 3        | .246  | .305     | .542     | .847  |
| 1965     | HOU      | 81    | 269   | 227   | 22    | 55    | 11       | 1        | 7        | 89    | 31    | 0     | 0        | 2     | 1     | 34    | 7     | 5     | 72    | 5        | .242  | .352     | .392     | .744  |
| '65計    | HOU      | 119   | 397   | 345   | 36    | 84    | 16       | 1        | 17       | 153   | 53    | 0     | 0        | 0     | 1     | 43    | 8     | 6     | 98    | 8        | .243  | .337     | .443     | .780  |
| 1966     | HOU      | 49    | 170   | 144   | 16    | 35    | 6        | 1        | 7        | 64    | 18    | 0     | 0        | 1     | 0     | 21    | 3     | 4     | 39    | 3        | .243  | .355     | .444     | .799  |
| 1966     | CLE      | 33    | 52    | 47    | 2     | 6     | 1        | 0        | 2        | 13    | 4     | 0     | 0        | 0     | 0     | 5     | 1     | 0     | 18    | 1        | .128  | .212     | .277     | .488  |
| '66計    | CLE      | 82    | 222   | 191   | 18    | 41    | 7        | 1        | 9        | 77    | 22    | 0     | 0        | 1     | 0     | 26    | 4     | 4     | 57    | 4        | .215  | .321     | .403     | .724  |
| 1969     | 近鉄     | 65    | 102   | 86    | 7     | 22    | 1        | 0        | 8        | 47    | 16    | 0     | 0        | 0     | 0     | 16    | 8     | 0     | 23    | 1        | .256  | .373     | .547     | .919  |
| MLB：9年 | MLB：9年 | 936   | 3479  | 2922  | 434   | 759   | 113      | 6        | 179      | 1421  | 549   | 3     | 1        | 5     | 32    | 475   | 54    | 45    | 663   | 69       | .260  | .368     | .486     | .854  |
| NPB：1年 | NPB：1年 | 65    | 102   | 86    | 7     | 22    | 1        | 0        | 8        | 47    | 16    | 0     | 0        | 0     | 0     | 16    | 8     | 0     | 23    | 1        | .256  | .373     | .547     | .919  |

- 各年度の太字はリーグ最高
- BRO（ブルックリン・ドジャース）は、1958年にLAD（ロサンゼルス・ドジャース）に球団名を変更

### 獲得タイトル・記録
MLB
- 打点王：1回 （1961年）
- MLBオールスターゲーム出場：3回 （1960年 - 1962年）

NPB
- 初出場・初先発出場：1969年4月12日、対西鉄ライオンズ1回戦（北九州市営小倉球場）、5番・一塁手で先発出場
- 初安打：1969年4月25日、対東映フライヤーズ1回戦（後楽園球場）、11回表に飯田幸夫の代打として出場、金田留広から単打
- 初本塁打：1969年4月27日、対東映フライヤーズ3回戦（後楽園球場）、7回表に鈴木啓示の代打として出場、森安敏明から3ラン

### 背番号
- 38 （1957年）
- 27 （1958年）
- 4 （1960年 - 1963年、1965年途中 - 1966年途中）
- 6 （1964年 - 1965年途中）
- 12 （1966年途中 - 同年終了）
- 44 （1969年）

### 登録名
- ジムタイル（1969年）